# Helena Brunner
Helena Martha Brunner (ur. 1957 lub 1958) – australijska pływaczka paraolimpijska.
Jako pływaczka zdobyła 7 medali, w tym 5 złotych, na igrzyskach paraolimpijskich. W swojej karierze pobiła 14 rekordów świata w pływaniu w tym 5 na igrzyskach (w tej samej dyscyplinie). W uznaniu swoich zasług w pływaniu otrzymała Medal Order Australii (OAM).

## Życiorys
Jako nastolatka Brunner reprezentowała swój stan Nowa Południowa Walia w krajowych zawodach pływackich dla osób pełnosprawnych, ale rzuciła pływanie w wieku siedemnastu lat; zainteresowała się wówczas piłką wodną. Po ukończeniu liceum uczęszczała do Goulburn College of Advanced Education.
W 1978 roku w wieku 20 lat uległa poważnemu wypadkowi motocyklowemu podczas dostarczania poczty dla Australia Post; w rezultacie jej prawa noga została amputowana poniżej kolana dwa lata później. Podczas rehabilitacji spotkała kogoś, kto zasugerował jej powrót do pływania.
Przez kilkanaście lat pracowała również jako nauczycielka w Empire Bay Public School.

## Kariera pływacka
Na Igrzyskach Paraolimpijskich Nowy Jork/Stoke Mandeville w 1984 roku Brunner zdobyła pięć złotych medali w konkurencjach: 100 m stylem grzbietowym A4, 100 m stylem dowolnym A4, 400 m stylem dowolnym A4, 4x100 m sztafeta stylem dowolnym A1-A9 i 4x100 m sztafeta stylem zmiennym A1-A9. Zdobyła również srebrny medal na 200 m stylem zmiennym A4 i brązowy medal na 100 m stylem klasycznym A4.
Pobiła pięć rekordów świata na igrzyskach i czternaście rekordów świata w całej swojej karierze, wszystkie w pływaniu.

## Wyróżnienia
- W 1985 Brunner otrzymał Medal Orderu Australii „w uznaniu zasług dla sportu pływania”[4].

## Życie prywatne
W 1985 roku, osiemnaście miesięcy po Igrzyskach Paraolimpijskich, urodziła córkę.